# Hanna Żuraw
Hanna Małgorzata Żuraw – polska pedagog, dr hab. nauk humanistycznych, profesor uczelni Instytutu Pedagogiki Wydziału Nauk Społecznych Uniwersytetu Przyrodniczego i Humanistycznego w Siedlcach.

## Życiorys
W 1980 r. ukończyła studia pedagogiczne na Uniwersytecie Warszawskim, w 1995 r. obroniła pracę doktorską pt. Uczestnictwo kulturalne młodzieży niepełnosprawnej, której promotorem była prof. Anna Przecławska. W 2009 r. habilitowała się na podstawie pracy zatytułowanej Udział osób niepełnosprawnych w życiu społecznym. Została zatrudniona na stanowisku adiunkta i kierownika w Zakładzie Pedagogiki Rewalidacyjnej na Wydziale Pedagogicznym Uniwersytetu Warszawskiego.
Była profesorem nadzwyczajnym w Pedagogium Wyższej Szkole Nauk Społecznych w Warszawie. 
Jest profesorem uczelni w Instytucie Pedagogiki na Wydziale Nauk Społecznych Uniwersytetu Przyrodniczego i Humanistycznego w Siedlcach.